# Схейндел
Схейндел (нід. Schijndel) — місто та колишній муніципалітет на півдні Нідерландів, у провінції Північний Брабант. Розташований приблизно за 14 кілометрів на південний схід від Гертогенбоса. Схейндел був заснований 6 грудня 1309 року. 1 січня 2017 року Схейндел, разом із Вегел і Сінт-Ауденроде, об'єдналися в новий муніципалітет під назвою Меєрайстад, утворивши найбільший за площею муніципалітет провінції Північний Брабант (у 2019 році муніципалітет Альтена перевищив ций показник).